# David Mendenhall
David Mendenhall (Oceanside, California, 13 de junio de 1971) es un actor estadounidense, reconocido por sus papeles en las películas Space Raiders, Over the Top, The Transformers: The Movie y They Still Call Me Bruce.

## Biografía
David Mendenhall nació en Oceanside, California. Fue actor de voz en varias películas animadas y series de televisión como Rainbow Brite, The Berenstain Bears y The Transformers: The Movie. Entre 1979 y 1986 interpretó a Mike Webber en General Hospital. A los 15 años, Mendenhall obtuvo el papel protagónico junto a Sylvester Stallone en la película Over the Top, interpretando al hijo de Hawk, un camionero que quiere recuperar el cariño perdido de su hijo. También apareció en la película de 1990 Streets junto a Christina Applegate.

## Filmografía seleccionada
| Año       | Título                                                    | Rol                                           | Notas            |
| --------- | --------------------------------------------------------- | --------------------------------------------- | ---------------- |
| 1980      | The Last Song                                             | Bobby Pierce                                  | Película para TV |
| 1981      | The Magic of David Copperfield IV: The Vanishing Airplane | David Copperfield                             | Película para TV |
| 1982      | Puff and the Incredible Mr. Nobody                        | Terry                                         | Voz              |
| 1982      | The Smurfs Christmas Special                              | William                                       | Voz              |
| 1982      | Taxi                                                      | Jason                                         |                  |
| 1983      | Space Raiders                                             | Peter                                         |                  |
| 1979–1986 | General Hospital                                          | Mike Webber                                   |                  |
| 1983      | Goodnight, Beantown                                       | Alex                                          |                  |
| 1983      | Diff'rent Strokes                                         | Sidney                                        |                  |
| 1984      | Saturday Supercade                                        | Joey                                          |                  |
| 1984      | Cabbage Patch Kids: First Christmas                       | Cannon                                        | Voz              |
| 1985      | The Twilight Zone                                         | Richard "Dickie" Jordan Jr.                   | Examination Day  |
| 1985      | Rainbow Brite                                             | Krys                                          | Voz              |
| 1985      | Rainbow Brite and the Star Stealer                        | Krys                                          | Voz              |
| 1985      | Galtar and the Golden Lance                               | Zorn                                          | Voz              |
| 1985      | The Berenstain Bears                                      | Brother Bear                                  | Voz              |
| 1985      | G.I. Joe: A Real American Hero                            | Fairmont                                      | Voz              |
| 1985      | CBS Storybreak                                            | Henry Green                                   | Chocolate Fever  |
| 1985      | It's Punky Brewster!                                      | Voces adicionales                             |                  |
| 1986      | Witchfire                                                 | Hijo del cazador                              |                  |
| 1986      | The Transformers: The Movie                               | Daniel Witwicky                               | Voz              |
| 1986      | The Transformers                                          | Daniel Witwicky                               | Voz              |
| 1986      | Potato Head Kids                                          | Big Chip                                      | Voz              |
| 1986      | The Centurions                                            | Randy Chang                                   | Voz              |
| 1986      | Our House                                                 | J.R. Dutton                                   |                  |
| 1987      | Over the Top                                              | Michael Cutler / Michael Hawk / Michael Hawks |                  |
| 1987      | Going Bananas                                             | Ben                                           |                  |
| 1987      | They Still Call Me Bruce                                  | Billy White                                   |                  |
| 1987      | Pound Puppies                                             | Voces adicionales                             |                  |
| 1988      | Family Medical Center                                     | Estrella invitada                             |                  |
| 1988      | A Pup Named Scooby-Doo                                    | Voces adicionales                             |                  |
| 1988      | The Greatest Adventure: Stories from the Bible            | Voces adicionales                             |                  |
| 1989      | The Secret of the Ice Cave                                | Alex Ostrow                                   |                  |
| 1990      | Streets                                                   | Sy                                            |                  |
| 1997      | Roseanne                                                  | Clerk                                         |                  |
| 2008      | My Own Worst Enemy                                        | Paul Wallace                                  |                  |
| 2009      | The Forgotten                                             | Newsstand Clerk                               |                  |
| 2011      | God Bless America                                         | Padre de Roxy                                 |                  |
| 2011      | A Gifted Man                                              | Peter Glenn                                   |                  |
| 2014      | A Help From Above                                         | Kerr                                          |                  |